# Sarıcaova, İhsaniye
Sarıcaova là một xã thuộc huyện İhsaniye, tỉnh Afyonkarahisar, Thổ Nhĩ Kỳ. Dân số thời điểm năm 2011 là 41 người.